# Chełmek
Chełmek (udtale: [ˈxɛu̯mɛk]) er en by og kommune (Gmina) i det sydøstlige Polen. Den ligger i voivodskabet Lillepolen (Województwo małopolskie) og har 8.669(2021) indbyggere, og et areal på 	8,31 km². Den er en del af powiat (amt) Oświęcim.

## Geografi
Chełmek ligger i et vådområde langs floden Przemsza ved foden af Skała-bakken (293 moh.) og er omgivet af skove. Katowice ligger omkring 26 kilometer mod nordvest og Kraków omkring 55 kilometer mod øst .

## Historie
Chełmek blev nævnt første gang i 1414. I 1490 tilhørte det et sogn fra Jaworzno, og indtil Polens første deling i 1772 var det en lille landsby, som administrativt lå i Kraków Voivodeship i Lillepolen provins under Kongeriget Polens krone (1385–1795).
I 1772 blev Chełmek annekteret af Habsburgernes rige, og gjort til en del af Galicien. Landsbyen lå lige på grænsen mellem det preussiske Schlesien og det østrigske Galicien. Det blev genvundet af polakkerne som et resultat af den østrig-polske krig i 1809 og blev en del af det kortvarige polske Hertugdømmet Warszawa, og efter dets opløsning i 1815 blev det en del af Chrzanów powiat i Fristaden Kraków. I november 1846 blev Fristaden annekteret af Kejserriget Østrig, og i 1856 blev jernbanelinjen fra Kraków til Wien, via Chełmek anlagt. I slutningen af det 19. århundrede havde den en befolkning på 1.094.